# O Elsón
O Elsón és un poble aragonès del municipi de l'Aïnsa, a la comarca de Sobrarb. El 2018 tenia 18 habitants.
Va ser la capital d'un municipi homònim, abans de l'absorpció al municipi de l'Alt Sobrarb (l'actual Aïnsa) a la dècada del 1960. El municipi estava format per les localitats d'o Elsón i dos vilatges: Mondot i Chabierre d'o Elsón.

## Història
Les primeres mencions del poble daten del segle XI, durant el regnat de Ramir I, amb els noms de «lo Elson» i «Eleson» i es conserven registres de les tinences fins al 1182, que és quan mor l'últim tinent.
El segle XVI o Elsón va viure una època d'abundància, tal com indiquen les reformes fetes a l'església durant l'època.

## Monuments

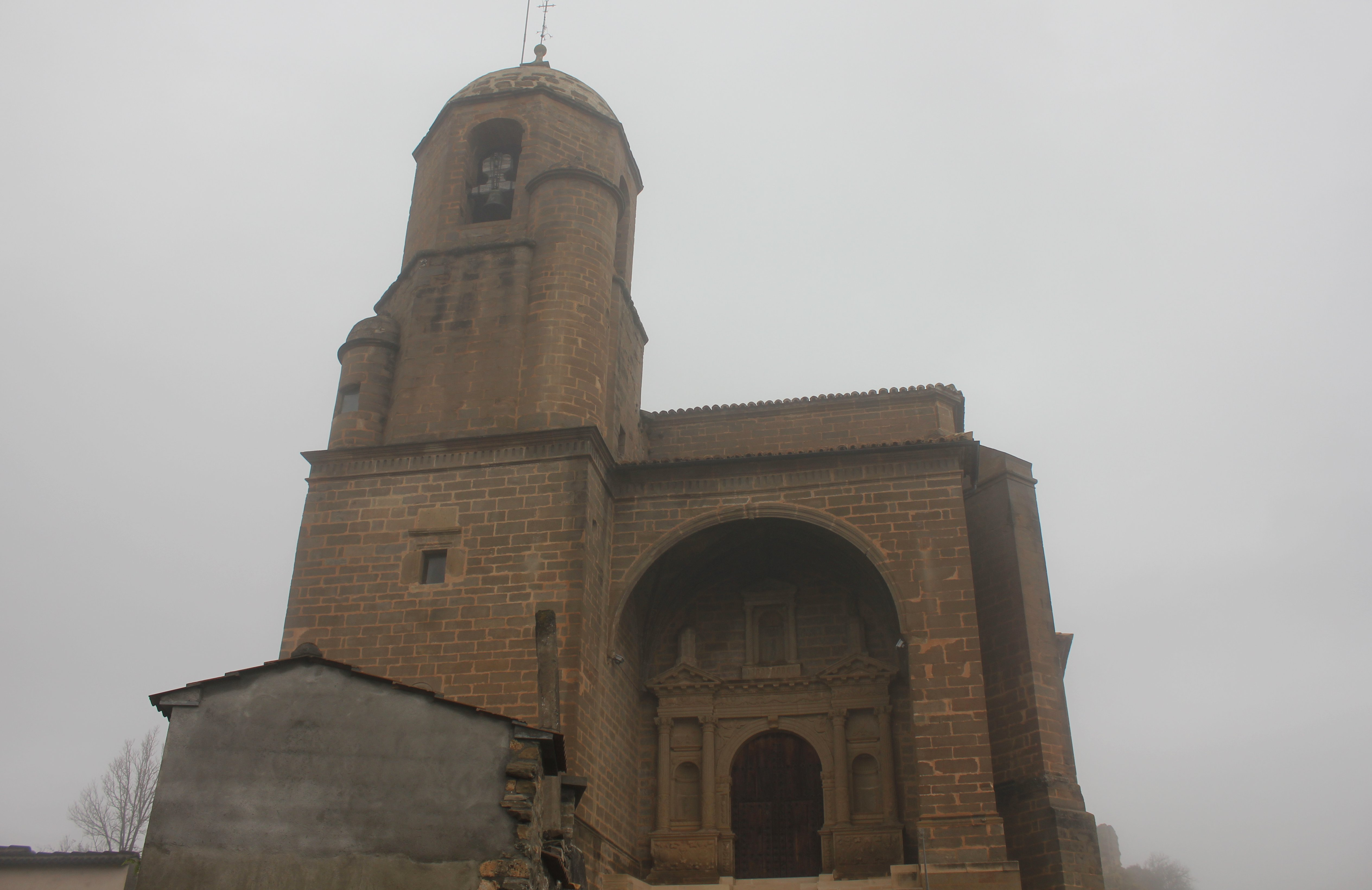
Església de Santa Olària (s. XVI), coneguda popularment com la «Seu de Sobrarb».

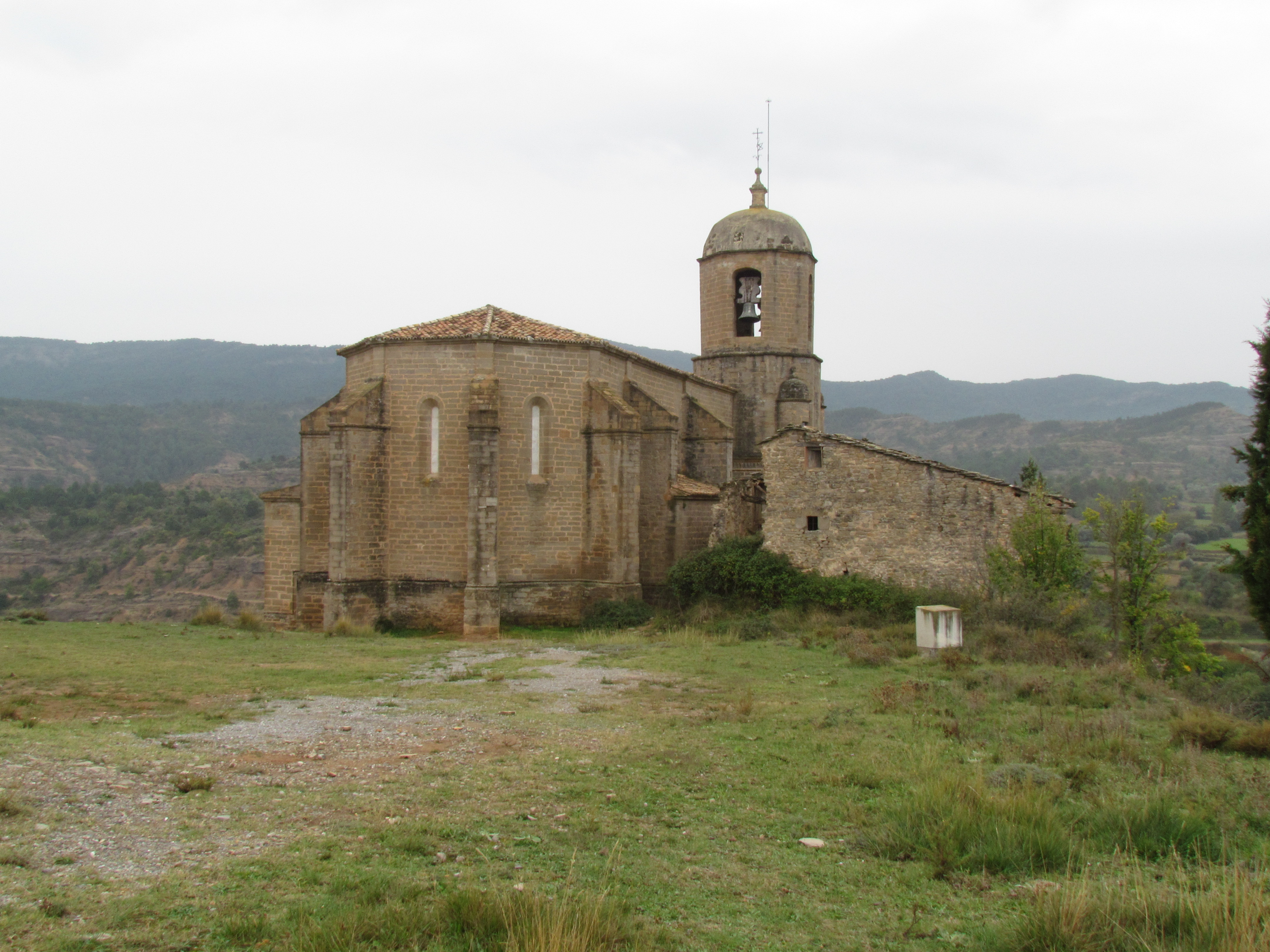
Vista de l'absis de l'església.

El monument principal d'o Elsón és l'església de Santa Olària, un temple de culte catòlic de diferents estils i de grans dimensions erigit el segle XVI per Chuan Tellet.